# Teatro Nacional Lesya Ukrainka
La Academia Nacional Teatral Rusa Lesya Ukrainka también llamado Teatro Nacional Lesya Ukrainka (en ucraniano: Національний академічний театр російської драми імені Лесі Українки, transl.: Natsional'niy akademichniy teatr rosiys'koi drami imeni Lesi Ukrayinki) es un teatro ubicado en Kiev, Ucrania.
Fue fundado en 1926. A lo largo de la historia se han producido varias obras dramáticas, tanto de actores rusos como ucranianos. Algunas de las obras teatrales han sido basadas en novelas de Fyodor Dostoevsky, Mikhail Bulgakov entre otros. Varios actores cinematográficos dieron sus primeros pasos en el teatro.
El edificio fue diseñado en 1875 por Vladimir Nikolayev y fue propiedad del circo de Kiev. Desde 1891 al 1898 el recinto fue cedido a la primera compañía dramática de la capital: Solovtsov Teatr. En 1896 se proyectó la primera película. 
En 1941 el teatro cambió de nombre en memoria de Lesya Ukrainka, una de las escritoras importantes de la literatura ucraniana.